# John Fleming (Politiker, 1847)
Sir John Fleming JP DL (* 1847; † 25. Februar 1925) war ein schottisch-britischer Politiker. 

## Leben
John Fleming wurde 1847 als Sohn des aus Dundee stammenden John Fleming geboren und war damit ein jüngerer Bruder des Bankiers Robert Fleming. Im Jahre 1870 ehelichte er Elizabeth Dow. Fleming war promovierter Jurist und sowohl als Justice of the Peace als auch als Deputy Lieutenant von Aberdeen tätig. Außerdem war er zwischen 1898 und 1902 Lord Provost von Aberdeen. 1908 wurde Fleming zum Knight Bachelor geschlagen.

## Politischer Werdegang
Nachdem James Bryce, der seit 1885 für die Liberal Party das Mandat des Wahlkreises Aberdeen South hielt, im Jahre 1907 zum Botschafter des Vereinigten Königreichs in den Vereinigten Staaten ernannt wurde und folglich sein Mandat niederlegte, waren im Wahlkreis Aberdeen South Nachwahlen erforderlich. Fleming war einer der potentiellen Kandidaten der Liberal Party, wurde jedoch von George Birnie Esslemont ausgestochen, der das Mandat auch errang. Nachdem Esslemont 1917 sein Mandat niederlegte, wurden im Wahlkreis Aberdeen South Nachwahlen nötig, zu denen Fleming antrat. Fleming errang das Mandat mit deutlichem Vorsprung vor zwei parteilosen Gegenkandidaten und zog in das Unterhaus ein. Bei den nächsten Unterhauswahlen 1918 büßte Fleming 43,3 % seiner Stimmen ein, verlor damit sein Mandat an den Unionisten Frederick Thomson und schied aus dem Parlament aus.